# Leadville Trail 100

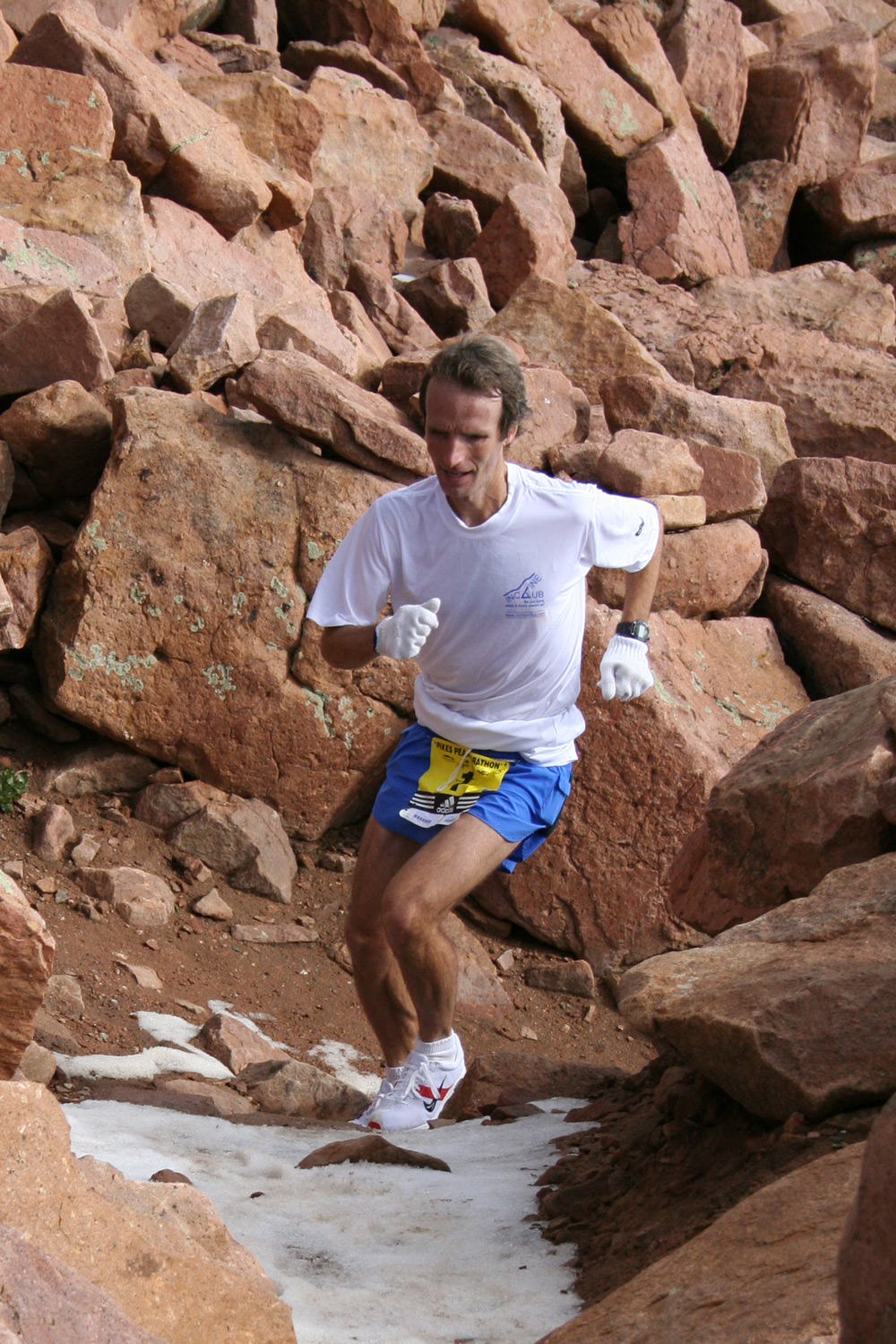
Matt Carpenter, som innehar rekordtiden för Leadville Trail 100.

Leadville Trail 100 eller Race Across The Sky är ett ultramaraton som springs i augusti varje år i Klippiga bergen utanför gruvstaden Leadville i Colorado, USA. Loppets längd är 100 engelska mil (drygt 16 mil) och går till stor del i extrem terräng på stigar och mindre vägar på altituder mellan 2 800 och drygt 3 800 meter över havet. Loppet hölls för första gången 1983.
Rekordtiden för Leadville Trail 100 är 15 timmar 42 minuter och 59 sekunder och sattes 2005 av Matt Carpenter, USA, och rekordet för kvinnor hålls av Ann Trason, USA som 1994 sprang på tiden 18 timmar 6 minuter och 24 sekunder. Flest segrar har Steven Peterson, USA som har vunnit fem gånger 1996, 1997, 1998, 1999 och 2001. Bill Finkbeiner, USA har genomfört flest lopp genom att ha fullföljt 30 lopp från 1984 till 2013.
Den mexikanska Tarahumarastammens löpare gjorde sina första löpningar utanför sina hemmamarker i Leadville Trail 100, vilket ledde till att Victoriano Churro och Juan Herrera vann 1993 och 1994.

## Priser
Första man och kvinna i mål vinner en trofé i form av en malmvagn. Alla som kommer i mål under 25 timmar får ett stort handgjort bältesspänne i guld och silver. Kommer man i mål under 30 timmar få man ett bältesspänne i silver. Kvinnor med sluttider under 30 timmar får också ett smycke i guld och silver. Alla som fullföljer får en luvtröja och en medalj. Alla som startar får en t-shirt.

## Resultat

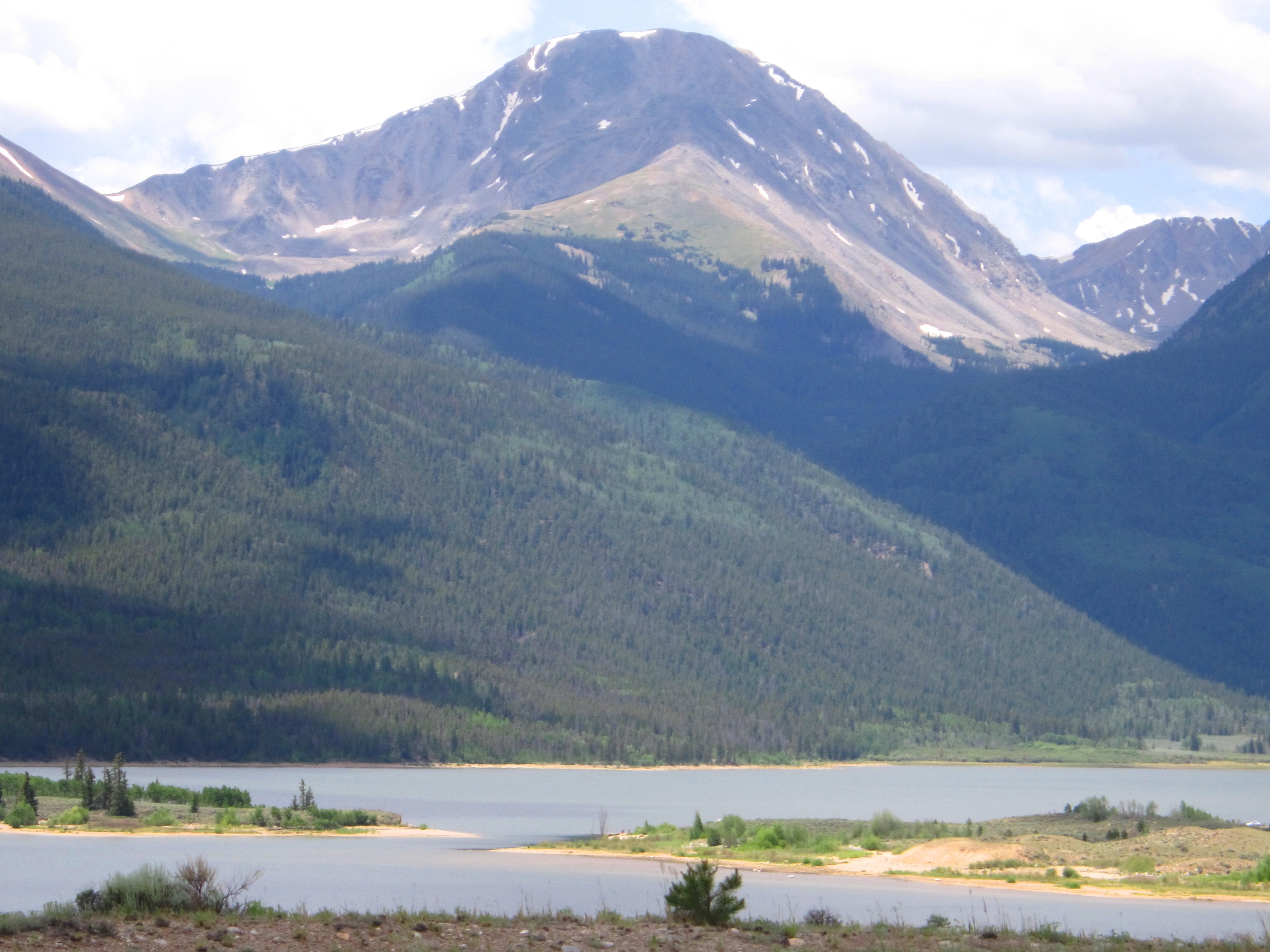
4249 meter höga Hopeberget. I ett bergspass vid Hopeberget passeras den högsta punkten (drygt 3 800 meter över havet) i Leadville Trail 100.

Gul bakgrund betyder att vinnartiden slog banrekord.
| Utförande | År   | Vinnare            | Land           | Tid      | Not                       |
| --------- | ---- | ------------------ | -------------- | -------- | ------------------------- |
| 40        | 2023 | JP Giblin          | USA            | 17:07:25 |                           |
| 39        | 2022 | Adrian Macdonald   | USA            | 16:05:44 | Andra vinsten             |
| 38        | 2021 | Adrian Macdonald   | USA            | 16:18:19 |                           |
| 37        | 2019 | Ryan Smith         | USA            | 16:33:24 |                           |
| 36        | 2018 | Rob Krar           | USA            | 15:51:57 | Andra vinsten             |
| 35        | 2017 | Ian Sharman        | Storbritannien | 17:34:51 | Fjärde vinsten            |
| 34        | 2016 | Ian Sharman        | Storbritannien | 16:22:39 | Tredje vinsten            |
| 33        | 2015 | Ian Sharman        | Storbritannien | 16:33:54 | Andra vinsten             |
| 32        | 2014 | Rob Krar           | USA            | 16:09:32 |                           |
| 31        | 2013 | Ian Sharman        | Storbritannien | 16:30:03 |                           |
| 30        | 2012 | Thomas Lorblanchet | Frankrike      | 16:29:28 |                           |
| 29        | 2011 | Ryan Sandes        | Sydafrika      | 16:46:54 |                           |
| 28        | 2010 | Duncan Callahan    | USA            | 17:43:25 | Andra vinsten             |
| 27        | 2009 | Timmy Parr         | USA            | 17:27:23 |                           |
| 26        | 2008 | Duncan Callahan    | USA            | 18:02:39 |                           |
| 25        | 2007 | Anton Krupicka     | USA            | 16:14:35 | Andra vinsten             |
| 24        | 2006 | Anton Krupicka     | USA            | 17:01:56 |                           |
| 23        | 2005 | Matt Carpenter     | USA            | 15:42:59 | Banrekord                 |
| 22        | 2004 | Paul DeWitt        | USA            | 17:16:19 | Andra vinsten             |
| 21        | 2003 | Paul DeWitt        | USA            | 17:58:45 |                           |
| 20        | 2002 | Chad Ricklefs      | USA            | 17:23:18 | Andra vinsten             |
| 19        | 2001 | Steve Peterson     | USA            | 17:40:53 | Femte vinsten             |
| 18        | 2000 | Chad Ricklefs      | USA            | 18:07:57 |                           |
| 17        | 1999 | Steve Peterson     | USA            | 18:47:31 | Fjärde vinsten            |
| 16        | 1998 | Steve Peterson     | USA            | 18:29:21 | Tredje vinsten            |
| 15        | 1997 | Steve Peterson     | USA            | 18:10:45 | Andra vinsten             |
| 14        | 1996 | Steve Peterson     | USA            | 19:29:56 |                           |
| 13        | 1995 | Kirk Apt           | USA            | 20:33:05 |                           |
| 12        | 1994 | Juan Herrera       | Mexiko         | 17:30:42 | Tillhör Tarahumarastammen |
| 11        | 1993 | Victoriano Churro  | Mexiko         | 20:03:33 | Tillhör Tarahumarastammen |
| 10        | 1992 | Rick Spady         | USA            | 19:51:10 | Andra vinsten             |
| 9         | 1991 | Steve Mahieu       | USA            | 19:38:04 |                           |
| 8         | 1990 | Jim O'Brien        | USA            | 17:55:57 |                           |
| 7         | 1989 | Sean Crom          | USA            | 18:56:40 |                           |
| 6         | 1988 | Rick Spady         | USA            | 18:04:03 |                           |
| 5         | 1987 | Skip Hamilton      | USA            | 18:44:55 | Fjärde vinsten            |
| 4         | 1986 | Skip Hamilton      | USA            | 19:26:09 | Tredje vinsten            |
| 3         | 1985 | Jim Howard         | USA            | 19:15:57 |                           |
| 2         | 1984 | Skip Hamilton      | USA            | 18:43:50 | Andra vinsten             |
| 1         | 1983 | Skip Hamilton      | USA            | 20:11:18 |                           |